# Penicillium quercetorum
Penicillium quercetorum är en svampart som beskrevs av Baghd. 1968. Penicillium quercetorum ingår i släktet Penicillium och familjen Trichocomaceae.   Inga underarter finns listade i Catalogue of Life.